# Cripta degli Evangelisti
La cripta degli Evangelisti fa parte del complesso di chiese rupestri dei Sassi di Matera.

## Descrizione
Situata in periferia dell'insediamento urbano presso Matera, all'interno di un podere detto la Vecchiara di Padrone, la cripta degli Evangelisti è una cappella a pianta rettangolare. Sui muri è interamente ricoperta di pitture risalenti al XVII secolo ben fatti e in buone condizioni.
Sebbene l'uso cui è destinato l'interno della struttura (deposito di paglia) non ci consenta una perfetta analisi della struttura stessa, tuttavia essa dispone di un ricco insieme di riquadri pittorici.
Sulla parete di sinistra si possono ammirare i ritratti di:
- S. Lorenzo che viene rappresentato con una graticola in una mano destra e nella sinistra tiene una palma assieme ad un libro;
- S. Apollonia che nella mano destra stringe un fiore dall'ampia corolla e nella sinistra una palma;
- S. Eustachio che è il protettore di Matera. Nel ritratto impugna un lungo spadone nella mano destra, mentre nella sinistra tiene la palma del martirio;
- Madonna delle Grazie che stringe il Bambino che si appoggia sul braccio sinistro della vergine, che con la mano destra porge a Cristo il seno scoperto. Il Bambino a sua volta stringe l'altro seno di sua madre.

Sulla parete di fondo invece compaiono le figure di:
- S. Pietro Martire con una mannaia conficcata nel cranio e un pugnale che lo trafigge in petto mentre stringe un libro nella mano destra;
- Cristo Crocifisso affiancato da sua madre e S. Giovanni Evangelista;
- Un'altra immagine non esaminabile.

Sulla parete di sinistra possiamo osservare le figure di:
- Madonna di Costantinopoli la quale, vestita da reale, tiene suo figlio nel braccio sinistro.

Si legge la scritta MAR DE COSTANTINOPOLI
- S. Antonio Abate che, con un aspetto vecchio e trasandato, tiene nella mano destra un rosario e nell'altra un bastone.
- S. Andrea, che stringe nella mano destra una grande croce e nell'altra un libro. Si può leggere la scritta S. ANDREAS.
- Un'altra immagine non esaminabile.

La parete d'ingresso invece rappresenta la scena dell'Annunciazione, mentre il sulla parete del soffitto sono rappresentati i quattro Evangelisti.